# Анна Мария фон Хесен-Касел
Анна Мария фон Хесен-Касел (на немски: Anna Maria von Hessen-Kassel; * 27 януари 1567, Касел; † 21 ноември 1626, Нойнкирхен) е принцеса от Хесен-Касел и чрез женитба графиня на Насау-Саарбрюкен.

## Живот
Тя е най-възрастната дъщеря на ландграф Вилхелм IV от Хесен-Касел (1532 – 1592) и съпругата му Сабина от Вюртемберг (1549 – 1581), дъщеря на херцог Христоф от Вюртемберг.
Анна Мария се омъжва на 4 юни 1589 г. в Касел за граф Лудвиг II от Насау-Вайлбург (1565 – 1627).
Анна Мария се грижи за бедните и основава дворцова аптека. През 1626 г. тя бяга заради чумата от Саарбрюкен в Нойнкирхен, където умира. Погребана е в гробницата на манастирската църква Санкт Арнуал в Нойнкирхен при нейните деца.

## Деца
Анна Мария има четиринадесет деца:
- Вилхелм Лудвиг (1590 – 1640), граф на Саарбрюкен, женен 1615 за принцеса Анна Амалия фон Баден-Дурлах (1595 – 1651)

- Анна Сабина (1591 – 1593)
- Алберт (1593 – 1595)
- София Амалия (1594 – 1612)
- Георг Адолф (1595 – 1596)
- Филип (1597 – 1621)
- Луиза Юлиана (1598 – 1622)
- Мориц (1599 – 1601)
- Ернст Карл (1600 – 1604)
- Мария Елизабет (1602 – 1626), омъжена 1624 за граф Фридрих X фон Лайнинген-Дагсбург (1593 – 1651)

- Йохан (1603 – 1677), граф на Насау-Идщайн, женен 1. 1644 за принцеса Магдалена Сибила фон Баден-Дурлах (1605 – 1644), 2. 1646 за графиня Анна фон Лайнинген (1625 – 1668)

- Доротея (1605 – 1620)
- Ернст Казимир (1607 – 1655), граф на Насау-Вайлбург, женен 1634 за графиня Анна Мария фон Сайн-Витгенщайн (1610 – 1656)

- Ото (1610 – 1632)